# Pauesia alpina
Pauesia alpina är en stekelart som beskrevs av Jaroslav Stary 1966. Pauesia alpina ingår i släktet Pauesia och familjen bracksteklar. Arten är reproducerande i Sverige. Inga underarter finns listade i Catalogue of Life.